# Onthophagus betschuanus
Onthophagus betschuanus är en skalbaggsart som beskrevs av Frey 1975. Onthophagus betschuanus ingår i släktet Onthophagus och familjen bladhorningar. Inga underarter finns listade i Catalogue of Life.